# 阿姆施泰特
阿姆施泰特（德語：Armstedt）是德国石勒苏益格－荷尔斯泰因州的一个市镇。总面积8.92平方公里，总人口413人，其中男性200人，女性213人（2011年12月31日），人口密度46人/平方公里。